# Trio de Barcelona (1911)
Das Trio de Barcelona war ein Klaviertrio, das 1911 in Barcelona gegründet wurde. Gründungsmitglieder des Trios waren der Pianist Ricard Vives i Ballvé, der Violinist Marià Perelló und der Cellist Joaquim Pere Marès. Dieses Trio war das erste katalanische Kammermusikensemble, das eine bedeutende internationale Wirkung erzielte.
1913 debütierte es in Berlin mit Ludwig van Beethovens Geistertrio in d-Dur opus 70, dem Trio in g-Moll opus 110 von Robert Schumann und dem Trio in f-Moll, opus 65 von Antonín Dvořák. Diese Aufführung wurde vom Publikum wie von der Musikkritik hochgelobt und anschließend in Brüssel, Paris, Barcelona und Madrid präsentiert. Seit diesem Zeitpunkt gab das Trio zahlreiche Konzerte in Musikmetropolen Europas und Amerikas. Bis zu seiner Auflösung im Jahr 1929 gab das Trio mehr als 500 internationale Konzerte.
1981 trat das neue Trio de Barcelona um den Pianisten Albert Atenell und die beiden andorranischen Brüder Gerard (Violine) und Lluís Claret (Cello) in die namentliche und künstlerische Nachfolge des 1911 gegründeten Klaviertrios.